# 布拉文堡 (新澤西州)
布拉文堡（英語：Blawenburg）是位於美國新澤西州薩默塞特縣的普查規定居民點。

## 人口
根據2020年美國人口普查的數據，布拉文堡的面積為1.59平方千米，當中陸地面積為1.58平方千米，而水域面積為0.01平方千米。當地共有人口287人，而人口密度為每平方千米180.5人。